# Бешалма
Бешалма́ (рум. Beșalma) — село в Комратського округу Гагаузії Молдови, утворює окрему комуну.
Село розташоване на річці Великий Ялпуг, де збудовано 2 ставки.
В селі народився Дмитро Карачобан — гагаузький та радянський поет, художник та кінорежисер.
Населення утворюють в основному гагаузи — 4293 особи, живуть також молдовани — 44, українці — 37, росіяни — 33, болгари  — 25, цигани — 5.

## Відомі люди
В селі народилися:
- Сава Христофорович Чавдаров — український радянський учений і педагог, заслужений діяч науки УРСР, член-кореспондент АПН РРФСР.
- Карачобан Дмитро Миколайович (1933–1986) — гагаузький поет, прозаїк, живописець та кінорежисер.